# Crown-Ikarus 286

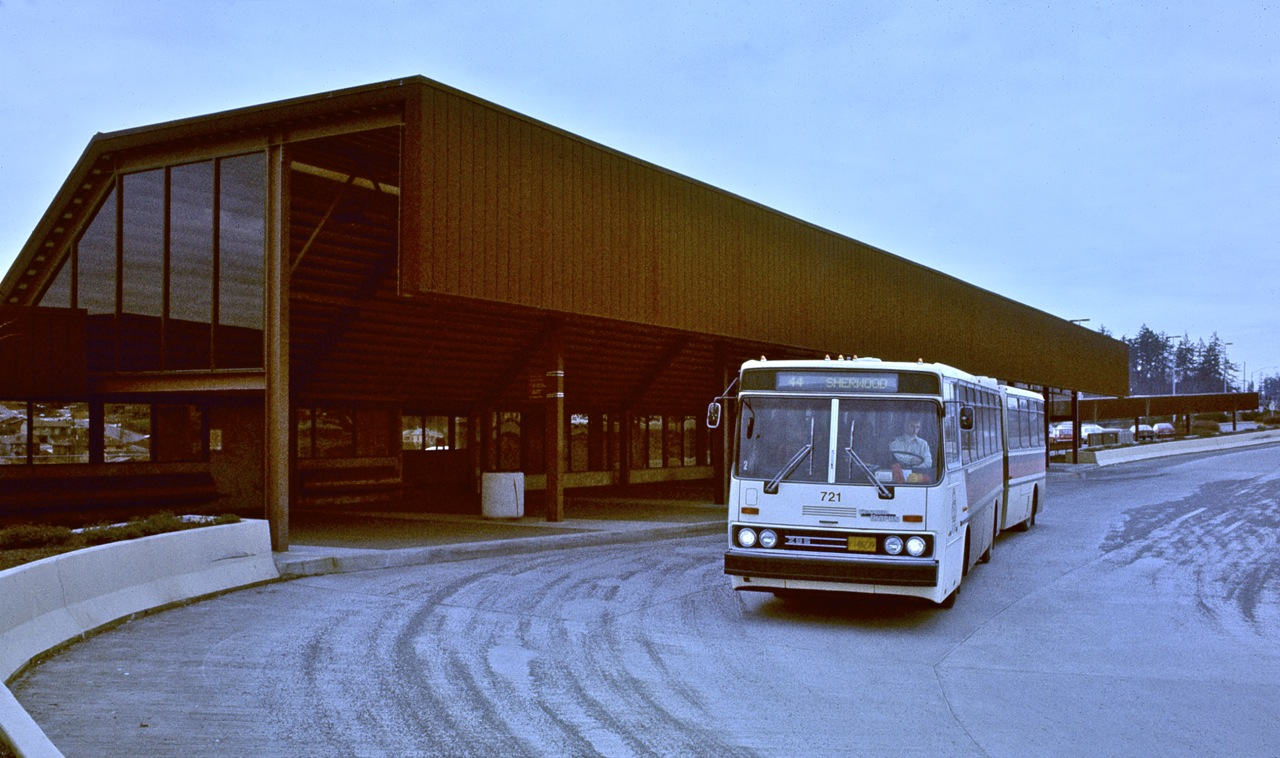
A 721-es számú 286-os Portlandben

A Crown-Ikarus 286 (Kanadában: Orion III, más néven: Orion Bus Industries Orion-Ikarus 286) az Ikarus Karosszéria- és Járműgyár és a Los Angeles-i Crown Coach Corporation által 1980 és 1986 között gyártott városi csuklós autóbusztípus, amelyet az USA, illetve Kanada számára készítettek. Az autóbuszok kezdeti felépítése Magyarországon, az Ikarus-gyárakban folyt, majd a végösszeszerelést a Crown Coach Corporation, illetve az Orion III típusét az Orion Bus Industries végezte el. Az autóbuszt László Anna tervezte, róla kapta a becenevét: Anna’s baby, vagyis Anna babája.

## Története

### Háttértörténet: az olajválság és a McDonnell Douglas ajánlata
1975-ben egy pályázati felkérés érkezett a Mogürthöz: A Los Angeles-i közlekedési vállalat az olajválság miatt nagyobb kapacitású buszokat kívánt beszerezni, amelyeknek olcsóbb az üzemeltetésük. A pályázat kiírásának megfelelő átalakításokkal László Anna vezetőtervezőt bízták meg, de tulajdonképpen egy új buszt kellett terveznie, az csak külső jegyeiben maradt hasonló a 280-ashoz, a homlok- és hátfal, az ablakok, az ajtók azonosak voltak bár ebben is volt változás. Az autóbusz előírás szerinti szélessége 2600 mm volt, viszont az európai szabvány és a homlok- illetve a hátfal 2500 mm-esek voltak. Ezt úgy oldották meg, hogy az első tengely előtt és a hátsó tengely utáni kereszttartótól csak 2500 mm széles, de az utastérnél, a tengelyek között szélesebb. Ez költséghatékonynak bizonyult, mert nem kellett új sajtolószerszámokat készíteni. Az Ikarus két évvel később elkészítette a prototípust, a 286.K1-et. A buszba pl. eleve amerikai motort kellett szerelni, mert a Rába motorok nem feleltek meg az ottani szabványoknak, ahogy más alkatrészek sem, illetve azért is volt sok amerikai alkatrész, mert az Amerikai Egyesült Államok piacára csak olyan buszt engedtek be, amelynek legalább 50%-a az országuk alkatrészeit tartalmazza.
Közben a McDonnell Douglas repülőgépgyártó is érdeklődött az Ikarus buszok iránt, mert volt olyan terv, hogy a cég McDonnell Douglas DC-10 típusú utasszállító repülőgépeket szállítana a MALÉV-nak, és ennek az ellentételezésére lehetett volna buszokat szállítani. De végül ebből az üzletből nem lett semmi, de az amerikai bemutató utat ők szervezték, és a Los Angeles-i bemutató jól sikerült, még Portland városa is meghívta egy bemutatóra a prototípust.

### Az első prototípus: aBig Red
Az autóbuszt 1977. december 18-án saját lábán Hamburgba szállították, ahonnan hajóval érkezett Los Angeles-be. Az 1978. február 1-jén tartott bemutatón jelentős érdeklődéssel figyelték meg az új buszt, így Los Angeles város és a közlekedési vállalatok vezetőinek és szakembereinek egy rövid úton volt alkalmuk figyelemmel kísérni a busz menettulajdonságát és jó manőverezési készségét is. Esztétikailag és kialakításának szempontjából is megfelelt a prototípus, de apróbb módosításokat még végeztek rajta a forgalomba állítása előtt, pl. rádiót, antennát, tűzoltó készüléket, jegyautomatát, illetve ajtóknál korlátokat szereltek fel az üzemeltető és a biztosító kérésére.
A 30 napos próbaüzem után pozitív visszajelzés érkezett a járművezetők és az utasok köréből is. Az autóbusz a véglegesítés előtt még nagyobb generátort is kapott, az oldalablakokon is változtattak: a gumiba ágyazott edzett üveg helyett, kifelé nyíló vészkijárati ablakokra és rétegelt ragasztott üvegre cserélték. A bemutató körút után ezeket hővisszaverő fóliával vonták be, illetve a második és a harmadik ajtó színét is a korábbi pirosról fehérre változtatták. További változtatás volt a kormánykerék feketére cserélése, illetve az első lökhárító alatt egy pár kerek lámpa felszerelése.
A bemutató körút után a buszt visszaszállították Magyarországra, majd félre állították az amerikai előírásokból adódó eltérések miatt. Állapota leromlott, az Ikarus a '90-es években elbontotta.

### A második prototípus: a lengőajtós K2-es
1980-ban elkészült a második prototípus, a csont fehér külsejű (a portlandi TriMet flottaszíne) és lengőajtókkal rendelkező 286.K2-es. 1981. november 23-án megérkezett a New York-i Queens Transit County közlekedési vállalathoz, azonban üzletkötés nem jött létre. Ezt követően a busz Milwaukeeba került, ahol alkatrészként használták fel.[forrás?]

### 1981 után
Az 1981-es BNV-n bemutatott, portlandi 286.02-es kialakítású autóbusz BNV nagydíjjal jutalmazták. Az autóbusz harmadik ajtajánál Vapor típusú kerekesszékes felvonót építettek be. Az autóbuszba FOK-GYEM kijelzőket szereltek be, ami akkoriban különlegességnek számított (viszonyításképpen: a 280-as buszokba az Ikarus 1986-tól szerelt be FOK-GYEM kijelzőket).
Az 1984-es szállításkor két autóbuszt a behajózás után nem rögzítettek megfelelően a konténer tárolóban, emiatt a buszok jelentős sérülést szenvedtek, ami miatt menthetetlenné váltak. Az autóbuszokat alkatrészként használták fel, árukat a biztosító kifizette, illetve a két autóbusz pótlását leszállították a megrendelőnek.
1985-ben a portlandi TriMet megvádolta a Crownt és az Ikarust, mert a buszok állapota az üzemeltetés kezdete után 3-4 évvel jelentősen leromlott, emiatt jelentős javításokat kellett végrehajtani az ajtókkal és az ablakokkal kapcsolatban. A két cég a javítások egy részét elvégezte, azonban a többit nem volt hajlandó garanciálisan kijavítani, emiatt az autóbuszok napokat álltak a különböző meghibásodások következtében. Közel másfél évvel később a TriMet és a két gyártó megegyezett, a garanciát meghosszabbították.
A TriMet az autóbuszokon az évek során több módosítást hajtottak végre:
- A '80-as évek második felében a Cummins motorok cseréjét látta szükségesnek, helyükre Detroit Diesel DD 6-71 motort szereltek be, melyek megbízhatóságot jelentettek és csökkentették a karbantartás költségét is.
- 1989-ben kiszerelték a kerekesszékes felvonókat a buszok egy részéről.
- A '90-es évek közepén két kerékpár szállítására alkalmas kerékpártartókat szereltek fel az első lökhárítóra.

A TriMet a buszok üzemeltetésének utolsó éveiben készített egy tanulmányt a NABI és az Ikarus számára, melyben a további közlekedtetéshez szükséges javításokról és módosításokról, illetve a modernizálásról és megvalósíthatóságáról írtak. A NABI készített egy tervezetet és végül egy autóbusz felújítását végezték el az üzemeltetővel közösen. A modernizálás összege közelített egy új jármű árához, így csak egy autóbuszt újítottak fel. A 286-osokat a későbbiekben leselejtezték.

## Üzemeltetők
| Vállalat                                  | Hely                          | Darabszám        | Megjegyzés |
| Crown-Ikarus 286                          | Crown-Ikarus 286              | Crown-Ikarus 286 | Crown-Ikarus 286 |
| ----------------------------------------- | ----------------------------- | ---------------- | --- |
| Transit Authority of River City           | Louisville (Kentucky)         | 15               | Az első busz 1980-ban lett leszállítva |
| TriMet                                    | Portland (Oregon)             | 87               | 1981-től 1982 közepéig beszerezve; a legtöbbet beszerző vállalat a 286-os típusból; mindegyik busz 3 ajtóval lett felszerelve; az első ajtónál kerekesszékes felvonót építettek be. |
| Houston METRO                             | Houston (Texas)               | 50               | |
| Milwaukee County Transit System           | Milwaukee (Wisconsin)         | 40               | 1984-től 2000-ig közlekedtek |
| SamTrans                                  | San Mateo County (Kalifornia) | 10               | |
| Capital District Transportation Authority | Albany (New York)             | 8                | |
| Santa Clara County Transportation Agency  | San José (Kalifornia)         | 15               | AC Transit-nak 1988-ban |
| TheBus                                    | Honululu (Hawaii)             | 8                | |
| Jacksonville Transportation Authority     | Jacksonville (Florida)        | 10               | |
| AC Transit                                | Oakland (Kalifornia)          | N/A              | 15 busz a Santa Clara County-tól bérelve 1988-tól. |
| Orion III                                 |                               |                  | |
| Toronto Transit Commission                | Toronto (Ontario)             | 90               | 1987-től 2003-ig közlekedtek, forgalomból kivonva: 1997 és 2003 között. Néhány autóbusz eladva a OC Transpo-nak.                                                                    |
| OC Transpo                                | Ottawa (Ontario)              | 188              | 1985-től 2003-ig közlekedtek, forgalomból kivonva: 1997 és 2003 között. Néhány autóbusz vásárolva a Toronto Transit Commission-től, illetve egy a St. Catharines Transit-tól.       |
| St. Catharines Transit                    | St. Catharines (Ontario)      | 1                | Az 1980-as évektől az 1990-es évek elejéig közlekedett. Eladva az OC Transpo-nak.                                                                                                   |

## Érdekességek
- A McDonnell Douglas repülőgépgyártónak tartott bemutatón László Anna személyesen vezette és mutatta be a 286.K1-et. Később több bemutatón, illetve Los Angelesből Portlandbe is ő vezette a buszt két napon át, ami nagy érdeklődés váltott ki a kb. 1500 km-es út során, hogy egy 49 kilós hölgy egy ekkora buszt vezet. Ennek hatására a sajtó is felkapta és adták neki az Anna’s baby becenevet.[1]
- A houstoni 286.08-as buszok végösszeszerelését a Crown Coach Corporation pénzügyi okokra hivatkozva nem vállalta, ezért azt az Union City Body Company végezte el, feltehetőleg emiatt nem került Crown-Ikarus logó és 286-os típusszám az autóbuszokra.
- Kanadába Orion III néven szállították a buszokat.

## Képgaléria

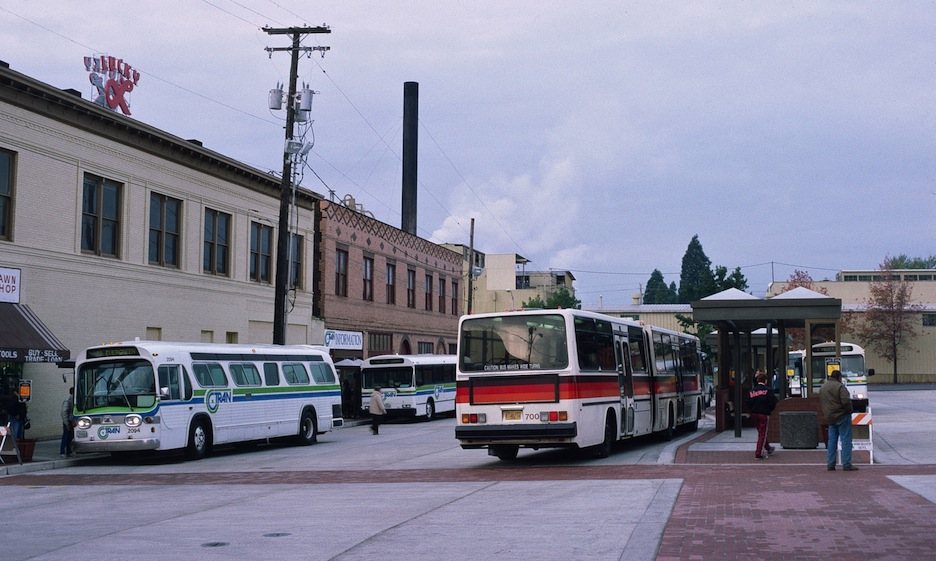
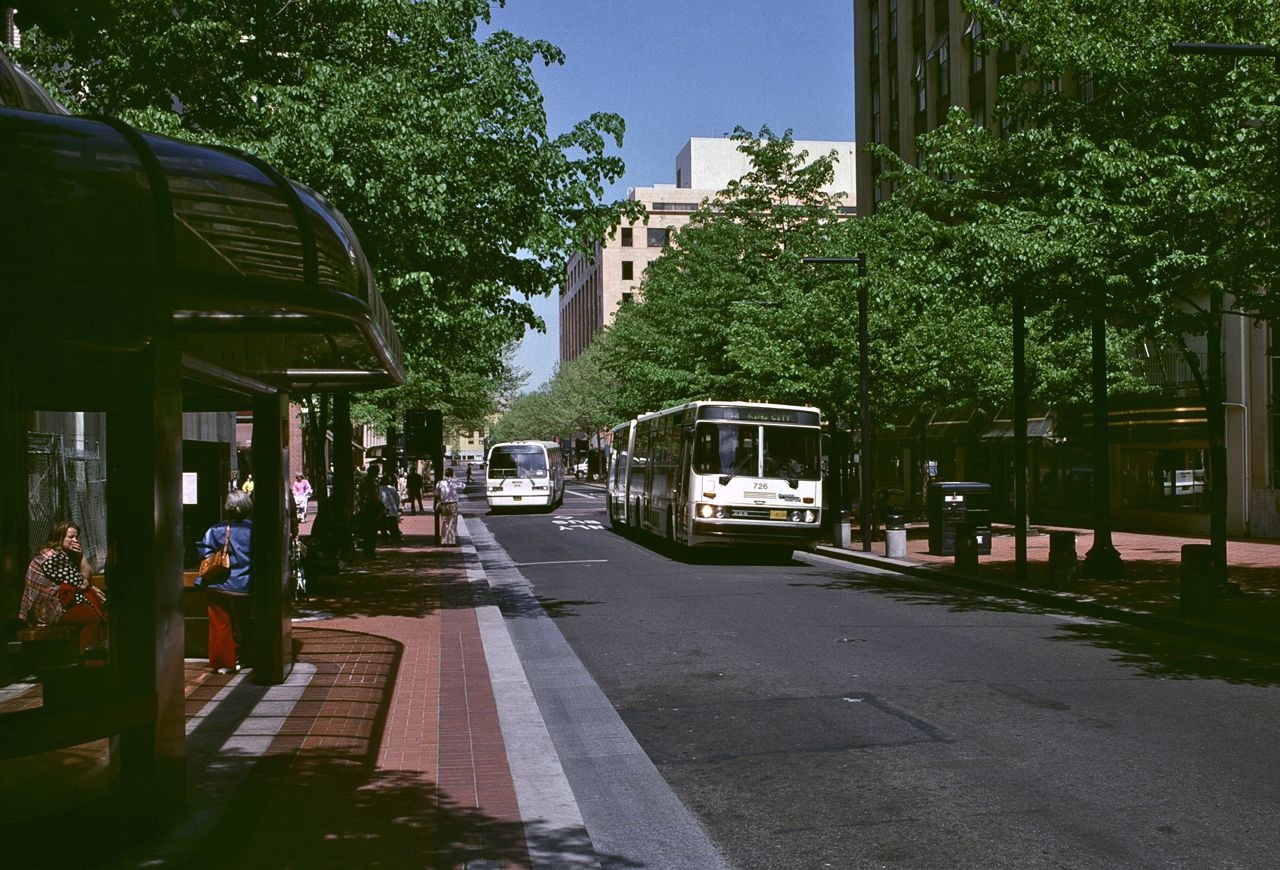
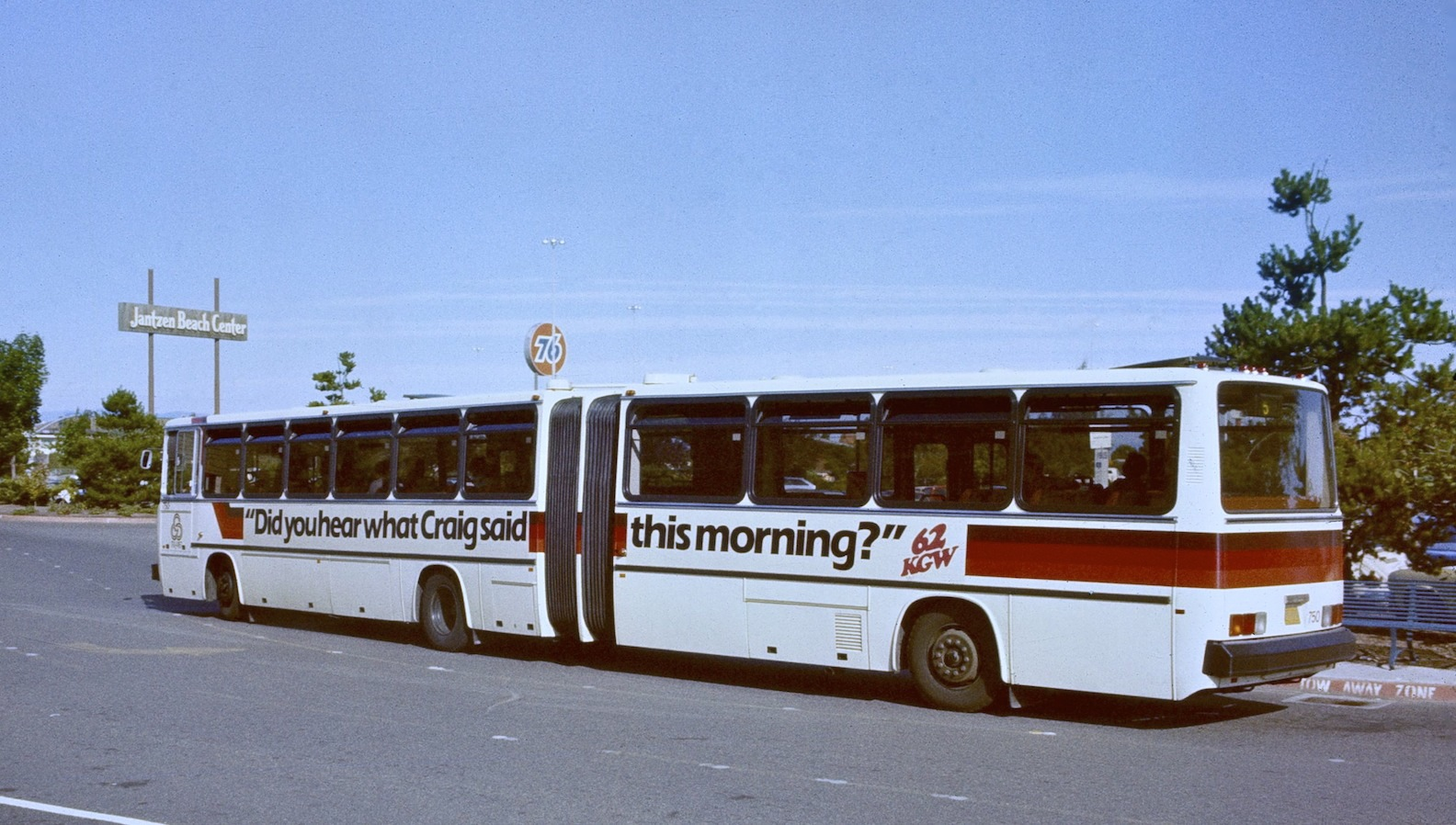

## Fordítás
- Ez a szócikk részben vagy egészben  a   Crown-Ikarus 286 című angol Wikipédia-szócikk ezen változatának fordításán alapul.  Az eredeti cikk szerkesztőit annak laptörténete sorolja fel. Ez a jelzés csupán a megfogalmazás eredetét és a szerzői jogokat jelzi, nem szolgál a cikkben szereplő információk forrásmegjelöléseként.
- Ez a szócikk részben vagy egészben  az   Orion Bus Industries Orion-Ikarus 286 című angol Wikipédia-szócikk ezen változatának fordításán alapul.  Az eredeti cikk szerkesztőit annak laptörténete sorolja fel. Ez a jelzés csupán a megfogalmazás eredetét és a szerzői jogokat jelzi, nem szolgál a cikkben szereplő információk forrásmegjelöléseként.